# Aytaç Yalman
Aytaç Yalman (* 29. Juli 1940 in Üsküdar, Istanbul; † 15. März 2020 ebenda) war ein türkischer General, der unter anderem zwischen 1998 und 2000 Oberbefehlshaber der 2. Armee, von 2000 bis 2002 Oberkommandierender der Gendarmerie (Jandarma) sowie zwischen 2002 und 2004 Oberkommandierender der Landstreitkräfte (Türk Kara Kuvvetleri) war.

## Leben
Yalman begann nach dem Schulbesuch eine Offiziersausbildung an der Heeresschule (Kara Harp Okulu), die er 1960 abschloss. Nachdem er 1961 auch die Infanterieschule (Piyade Okulu) abgeschlossen hatte, fand er zwischen 1961 und 1971 verschiedene Verwendungen als Offizier sowie nach Besuch eines Stabsoffizierslehrgangs an der Heeresakademie (Kara Harp Akademisi) von 1971 bis 1976 als Stabsoffizier im Heer. 1976 war er Absolvent der Akademie der Streitkräfte (Silahlı Kuvvetler Akademisi) und danach dort zwischen 1976 und 1980 selbst Dozent, ehe er im Anschluss zur Ägäis-Armee versetzt wurde und in dieser von 1980 bis 1982 Stabsoffizier für den Nachrichtendienst der Besatzungstruppe in Zypern KTBKK (Kıbrıs Türk Barış Kuvvetleri Komutanlığı) war. Daraufhin war er zwischen 1982 und 1983 Kommandeur des 50. Infanterieregiments sowie von 1983 bis 1985 an der Heeresakademie tätig und fungierte zwischen 1985 und 1986 als Leiter der Ausbildungsabteilung der Heeresschule.
1986 erfolgte die Beförderung von Yalman zum Brigadegeneral (Tuğgeneral) sowie die Ernennung zum stellvertretenden Kommandeur der Heeresschule. Im Anschluss übernahm er 1987 den Posten als Kommandeur der in İskenderun stationierten 39. Mechanisierten Infanteriebrigade (39. Mekanize Piyade Tugayı). Nach seiner Beförderung zum Generalmajor (Tümgeneral) 1990 wurde er Leiter der Personalabteilung im Hauptquartier der Landstreitkräfte und war danach zwischen 1993 und 1994 Kommandeur der Infanterieschule.
Yalman wurde 1990 zum Generalleutnant (Korgeneral) befördert und übernahm daraufhin von 1994 bis 1995 zunächst den Posten als Leiter der Inspektions- und Beurteilungsabteilung im Hauptquartier der Landstreitkräfte und fungierte dann zwischen 1995 und 1998 als Kommandierender General des in Yüreğir stationierten 6. Korps (6. Kolordu), zu dem die 5. Panzerbrigade (5. Zırhlı Tugayı) in Gaziantep, die 39. Mechanisierte Infanteriebrigade, das 106. Artillerieregiment (106. Topçu Alayı) in İslahiye sowie das ebenfalls in İskenderun stationierte 5. Kommandobataillon (5. Komando Taburu) gehören.
Am 30. August 1998 wurde Yalman schließlich zum General (Orgeneral) befördert und übernahm als solcher von General Rasim Betir das Amt des Oberbefehlshabers der 2. Armee (2. Ordu) in Malatya, zu der das 4. Korps in Mamak, das 6. Korps sowie das 7. Korps in Yenişehir gehören. Auf diesem Posten verblieb er bis zum 24. August 2000 und wurde dann durch General Halit Edip Başer abgelöst. Er selbst wurde daraufhin am 24. August 2000 abermals Nachfolger von General Rasim Betir, und zwar diesmal als Oberkommandierender der Gendarmerie (Jandarma Genel Komutanlığı). Diese Funktion übte er bis zu seiner Ablösung durch General Şener Eruygur am 27. August 2002 aus. Er selbst übernahm zuletzt von General Hilmi Özkök am 27. August 2002 das Amt des Oberkommandierenden der Landstreitkräfte (Kara Kuvvetleri Komutanlığı). Er bekleidete dieses bis zu seinem Eintritt in den Ruhestand am 29. August 2004. Sein Nachfolger wurde General Mehmet Yaşar Büyükanıt.
Für seine langjährigen Verdienste wurde Yalman unter anderem mit der Verdienstmedaille der Streitkräfte (Türk Silahlı Kuvvetleri Üstün Hizmet Madalyası), der Verdienstmedaille der Streitkräfte für Tapferkeit und Selbstaufopferung (Türk Silahlı Kuvvetleri Üstün Cesaret ve Feragat Madalyası) sowie der Goldenen Ehrenmedaille der Streitkräfte (Türk Silahlı Kuvvetleri Altın Şeref Madalyası) ausgezeichnet. Er war mit Belma Yalman verheiratet.
Er starb im März 2020 in einem Istanbuler Krankenhaus, an den Folgen einer SARS-CoV-2-Infektion.